# SEAT 124 Sport
O SEAT 124 Sport é um cupê de duas portas produzido pelo fabricante espanhol SEAT entre 1970 e 1975, tendo vendido 23.611 unidades quando sua produção foi encerrada.

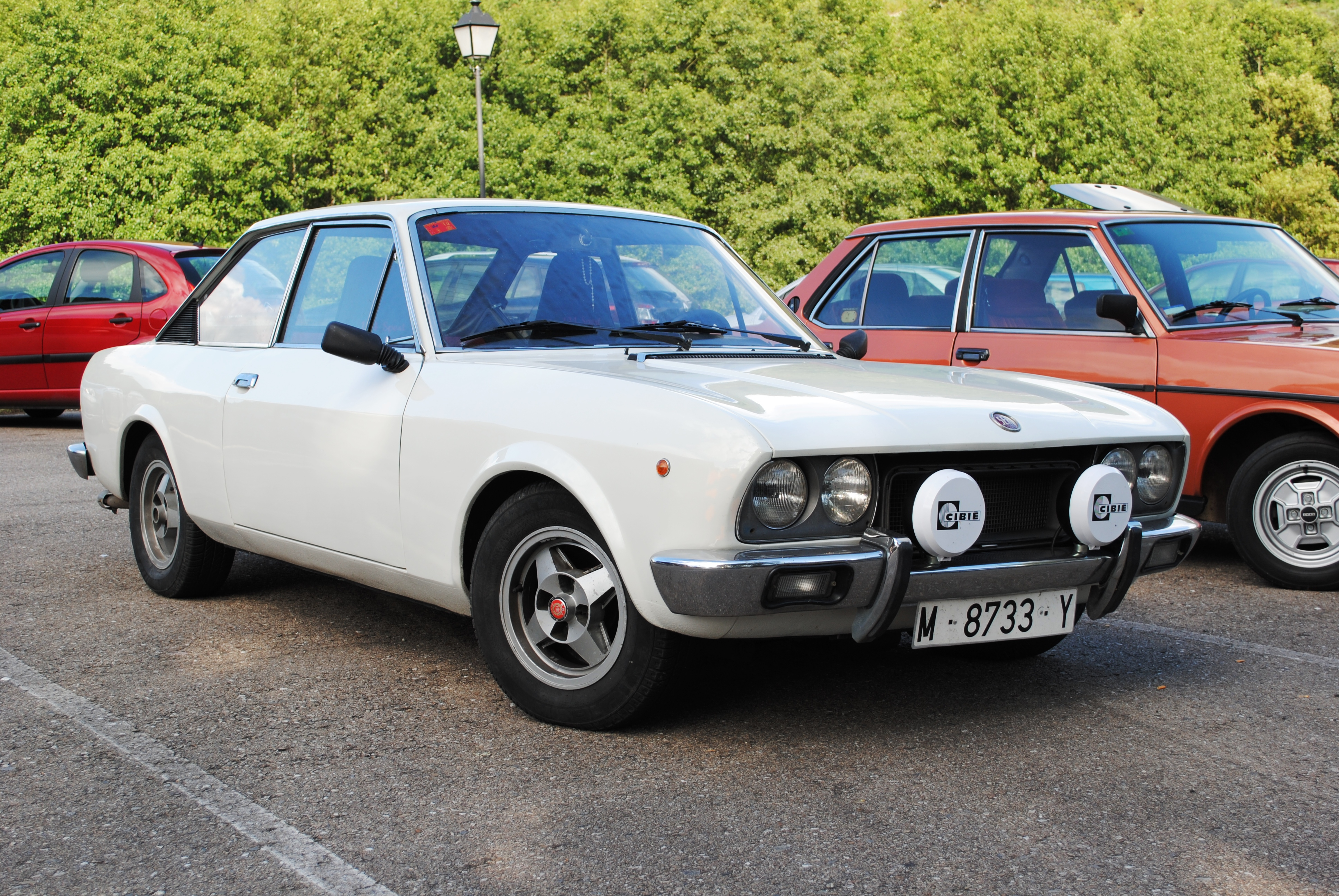
SEAT 124 Sport 1800

O carro foi apresentado pela primeira vez no Salão do Automóvel de Barcelona de 1970 e foi produzido na Espanha sob licença da Fiat, pois era idêntico ao Fiat 124 Sport Coupé. Foi lançado para atender à crescente demanda do mercado local por carros esportivos, além de ofertas vindas não apenas de outras montadoras — como o Authi Mini C 1275, o Alpine A110, o Renault 8TS e o Simca 1000 Rallye GT — mas também da própria SEAT com os modelos SEAT 850 Sport Coupé e Spider.
A potência era fornecida por motores de eixo de comando duplo (biárbol), com cilindrada de 1.608 cc (1600, FC-00) ou 1.756 cc (1800, FC-02). Ambas as variantes de motor eram vinculadas a uma caixa de câmbio manual de 5 velocidades, uma transmissão introduzida pela primeira vez em um modelo no mercado espanhol. A primeira série produzida de 1970 a 1973 era equivalente à série BC da versão da Fiat, e usava motores de 1.608 cc fornecidos pela própria Fiat. A segunda série de 1973 em diante era uma cópia direta do modelo CC, com os motores de 1.592 e 1.756 cc.